# Rudolf Goldin
Rudolf Isaakowicz Goldin (ros. Рудольф Исаакович Гольдин, ur. 4 stycznia 1931 w Murmańsku, zm. 25 kwietnia 1965 w Moskwie) – radziecki kierowca wyścigowy, Mistrz Sportu ZSRR.

## Biografia
W latach 1953–1956 odbywał służbę wojskową. Rok później rozpoczął pracę jako taksówkarz. 7 września 1957 roku w Mińsku Goldin zadebiutował w mistrzostwach ZSRR (grupa W), ścigając się wraz z Aleksiejem Gałkinem w barwach klubu Buriewiestnik Moskwa. Załoga nie ukończyła jednak zawodów.
W 1958 roku wybudował własny samochód sportowy, nazywany „buldożerem”. W tym samym roku wraz z mechanikiem G. Kazakowiczem rozpoczął budowę drugiego samochodu własnej konstrukcji, który nazwał Moskwa. Pojazd ten był napędzany silnikiem GAZ-M20 Pobieda. W 1960 roku uczestniczył Moskwą w ramach grupy W mistrzostw ZSRR, jednak bez sukcesów. Rok później Goldin zajął trzecie miejsce w Kownie oraz wygrał w Leningradzie, dzięki czemu zdobył mistrzostwo ZSRR. Ścigał się wówczas w Spartaku Moskwa. W 1962 roku zamontował w Moskwie silnik GAZ-21 Wołga i startował w grupie A. Goldin zajął drugie miejsce w Kownie oraz dziesiąte w klasyfikacji końcowej mistrzostw. Również w 1962 roku został odznaczony tytułem Mistrza Sportu ZSRR. W sezonie 1963 zadebiutował w Formule 5, wygrywając wyścig o mistrzostwo Białorusi. W 1964 roku zadebiutował w Sowieckiej Formule 3, ścigając się Melkusem 63. Goldin ponownie wygrał wówczas zawody o mistrzostwo Białorusi.
W 1965 roku podczas wyścigu 30-lecia Spartaka Moskwa, który odbywał się na Łużnikach, Goldin z nieznanych przyczyn wypadł z toru i uderzył w drzewo, ponosząc śmierć. Wskutek tego wypadku zaprzestano organizacji wyścigów na Łużnikach na prawie czterdzieści lat.

## Wyniki
| Legenda oznaczeń w tabelach wyników Wyświetl szablon na nowej stronie | Legenda oznaczeń w tabelach wyników Wyświetl szablon na nowej stronie                                                                     |
| Oznaczenie                                                            | Wyjaśnienie |
| --------------------------------------------------------------------- | --- |
| Złoty                                                                 | Zwycięzca lub mistrzostwo |
| Srebrny                                                               | 2. miejsce lub wicemistrzostwo |
| Brązowy                                                               | 3. miejsce lub II wicemistrzostwo |
| Zielony                                                               | Ukończył, punktował (w klasyfikacji generalnej, gdy zdobył co najmniej jeden punkt na przestrzeni sezonu, poza trzema powyższymi opcjami) |
| Niebieski                                                             | Ukończył, nie punktował (w klasyfikacji generalnej, gdy nie zdobył co najmniej jednego punktu na przestrzeni sezonu)                      |
| Czerwony                                                              | Nie zakwalifikował się (NZ) |
| Czerwony                                                              | Nie prekwalifikował się (NPK) |
| Różowy                                                                | Nie ukończył (NU) |
| Różowy                                                                | Niesklasyfikowany (NS) (w klasyfikacji generalnej, gdy nie został sklasyfikowany w żadnym wyścigu sezonu)                                 |
| Czarny                                                                | Zdyskwalifikowany (DK) |
| Czarny                                                                | Wykluczony (WYK/EX) |
| Biały                                                                 | Nie wystartował (NW) |
| Biały                                                                 | Kontuzjowany (K/INJ) |
| Biały                                                                 | Wyścig odwołany (OD/C) |
| Bez koloru                                                            | Został wycofany (WYC/WD) |
| Bez koloru                                                            | Nie przybył (NP/DNA) |
| Bez koloru                                                            | Nie brał udziału w treningach (NT/DNP) |
| Bez koloru                                                            | Nie został zgłoszony (–) |
| Pogrubienie                                                           | Start z pole position |
| Kursywa                                                               | Najszybsze okrążenie wyścigu |
| †                                                                     | Nie ukończył, ale jego rezultat został zaliczony ze względu na przejechanie więcej niż 90% dystansu wyścigu.                              |
| *                                                                     | Sezon w trakcie |
| 1/2/3                                                                 | Punktowana pozycja w sprincie kwalifikacyjnym                                                                                             |
| Lista systemów punktacji Formuły 1                                    | |

### Sowiecka Formuła 3
| Rok  | Zespół         | Samochód  | Silnik   | Wyniki w poszczególnych eliminacjach | Wyniki w poszczególnych eliminacjach | Pkt. | Msc. |
| ---- | -------------- | --------- | -------- | ------------------------------------ | ------------------------------------ | ---- | ---- |
| 1964 |                |           |          |                                      |                                      | ?    | ?    |
| 1964 | Spartak Moskwa | Melkus 63 | Wartburg | 6                                    | ?                                    | ?    | ?    |